# Shmuel Katz

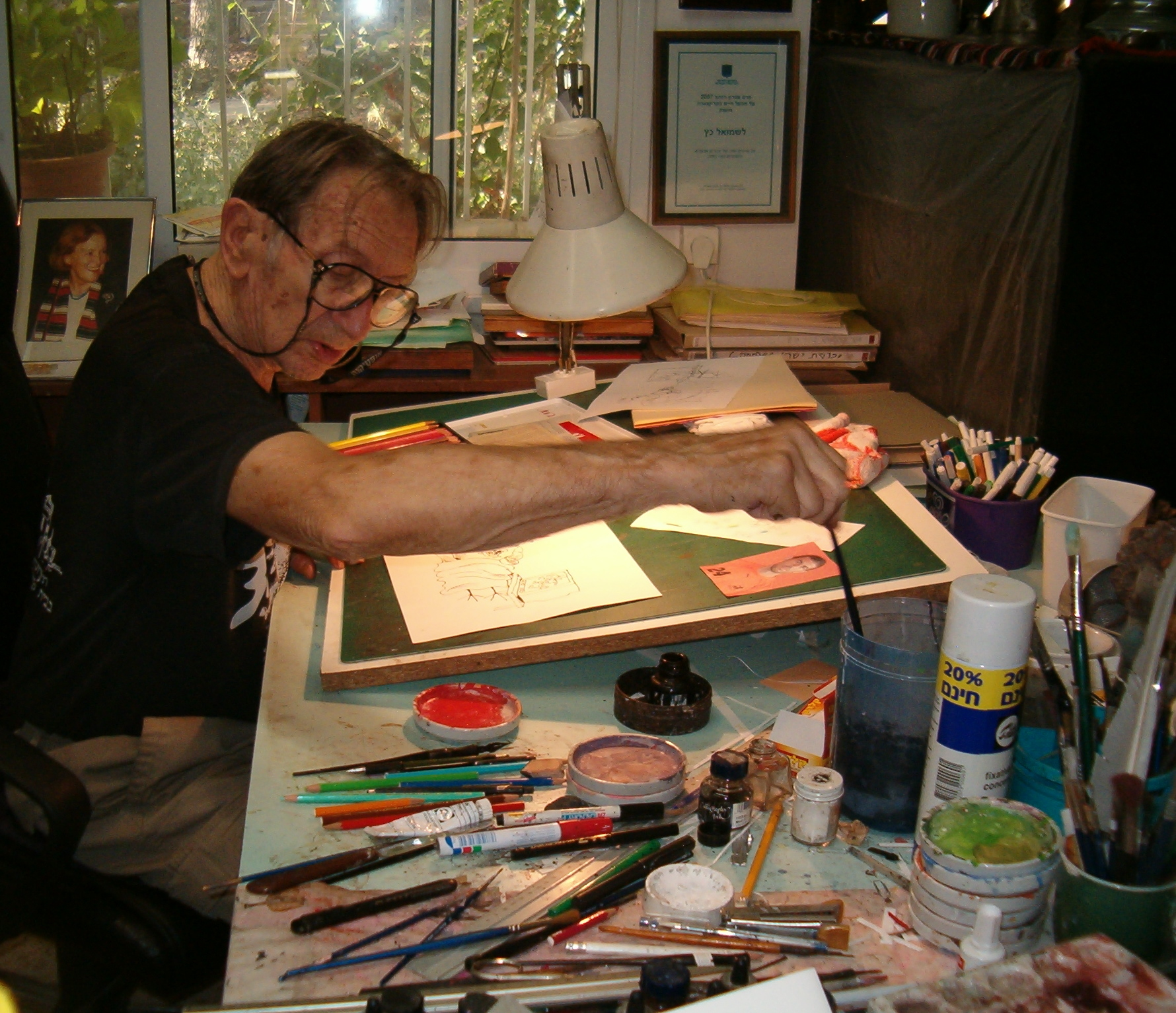
Shmuel Katz (2008)

Shmuel Katz (hebräisch שְׁמוּאֵל כָּ"ץ Schmūʾel Ka"Z; geboren als Alexander Katz 18. August 1926 in Wien; gestorben 26. März 2010 in Naharija) war ein ungarisch-israelischer Illustrator, Maler, Grafiker und Karikaturist.

## Leben
Alexander Katz’ Eltern stammten aus Ungarn. Die Familie lebte in Österreich und floh nach dem Anschluss Österreichs 1938 nach Ungarn. Katz besuchte in Budapest die Schule und schloss sich der zionistischen Jugendorganisation HaNoʿar haZioni an. Er wurde zur Zwangsarbeit im besetzten Jugoslawien herangezogen, entkam aber der Haft und versteckte sich in Budapest. Während der vom Eichmann-Kommando und der ungarischen Gendarmerie organisierten Massendeportationen der ungarischen Juden in das Konzentrationslager Auschwitz und der Mordaktionen der Pfeilkreuzler fand er Unterschlupf im „Glas-Haus“, das unter dem Schutz des Schweizer Diplomaten Carl Lutz stand.
Nach der Befreiung Ungarns begann Katz ein Architekturstudium an der Technischen  Universität Budapest. Im Jahr 1946 versuchte er an Bord des Schiffes Knesset Israel die illegale Immigration (ʿAlija Bet) nach Palästina, wurde aber von den Briten aufgebracht und in Britisch-Zypern interniert. Schmuʾel Katz gelang im Folgejahr die Einreise, und er wurde 1948 Mitgründer des Kibbuz Gaʿeton (Matteh Ascher). Katz lebte dort die nächsten sechzig Jahre. Den Speiseraum im Kibbuz gestaltete er mit Holzschnitzarbeiten im Stil ungarischer Folklore.
Von 1950 bis 1953 illustrierte Katz die Kinderseite der Zeitung ʿAl haMischmar. Danach war er kurz Student an der École nationale supérieure des beaux-arts de Paris und kehrte zur Zeitung ʿAl haMischmar als Illustrator zurück.
Eine Afrikareise mit dem Schriftsteller Nathan Shaham im Jahr 1958 verarbeiteten sie in dem Buch Eine Reise in das Land der Kusch. 1976 reiste er in den Iran, 1979 nach Ägypten und 1983 mit Schalom Achschaw nach Ungarn. Katz war Kriegsmaler in mehreren Kriegen der Israelischen Verteidigungsstreitkräfte und war als Zeichner bei außenpolitischen Ereignissen akkreditiert. Katz war 1962 einer der Zeichner im Gerichtssaal während des Eichmann-Prozesses.
Katz’ Illustrationen und Karikaturen wurden auch in den Zeitungen Davar haSchavuʿa und Maʿariv veröffentlicht. Auch der Schweizer Nebelspalter brachte Karikaturen von ihm.
Er illustrierte über 150 Bücher, darunter 40 Kinderbücher.
Der Buchumschlag zu Leah Goldbergs Zimmer frei diente als Vorlage zu einer israelischen Briefmarke. Katz illustrierte auch die ersten acht Bücher der Chasamba-Abenteuerserie. Katz’ Arbeiten wurden in Israel häufig ausgestellt, Reproduktionen seiner Aquarellansichten von Jerusalem sind beliebte Touristenartikel.
Er hat zwei Töchter, deren eine mit dem Politiker Dov Khenin verheiratet ist.

## Werke (Auswahl)
- Shemuel Alexander Katz: Mein Schicksal war die Ausnahme : Erinnerungen eines Zeichners und Karikaturisten an Österreich, Ungarn und Israel. Hrsg. von Martha Keil im Auftrag des Institutes für Geschichte der Juden in Österreich. Graz : Styria, 2001, ISBN 978-3-222-12876-9

Buchillustrationen